# 살바도르 사두르니
살바도르 사두르니 우르피(스페인어: Salvador Sadurní Urpí, 1941년 4월 3일, 카탈루냐 지방 라르보스 ~)는 스페인의 전 축구 선수로, 현역 시절 골키퍼로 활약하였다.

## 클럽 경력
사두르니는 카탈루냐 지방 타라고나 주 라르보스 사람이다. 그는 마타로로 1년 임대를 다녀온 후 친정 바르셀로나로 복귀해 16년 현역 생활의 나머지를 이 곳에서 보냈다. 그는 첫 시즌에 라 리가 9경기에 출전하였고, 호세 마누엘 페수도와 수 년 동안 주전 경쟁을 하였고, 이후 붙박이 주전으로 발돋움하였다.
1969년, 사두르니는 주전 지위를 미겔 레이나에게 내주었지만, 레이나가 아틀레티코 마드리드로 떠나면서 4년 만에 다시 주전 문지기가 되었다. 1973-74 시즌, 그는 현역 시절에 딴 3번의 트로페오 리카르도 사모라 중 2번째 트로피를 땄고, 바르사는 수비 부문에서 34경기 24실점이라는 최고의 지표를 찍고 리그 우승을 거두었다. 그는 스타드 드 랭스와의 헌정 경기 이후 35세의 나이로 현역에서 은퇴하였다.

## 국가대표팀 경력
사두르니는 스페인 국가대표팀 일원으로 6년 반을 활약하면서 10번의 국가대표팀 경기에 출전하였는데, 첫 경기는 1963년 1월 9일, 소속 구단의 안방 캄 노우에서 0-0으로 비긴 프랑스와의 친선경기였다. 그는 1962년 FIFA 월드컵과 1964년 유러피언 네이션스컵 대회에서 모두 후보 선수로 대기하였다. 그가 마지막으로 출전한 국가대표팀 경기는 1969년 6월 25일, 0-2로 패한 핀란드와의 1970년 FIFA 월드컵 예선전이었다.

## 수상

### 클럽
바르셀로나
- 라 리가: 1973–74
- 코파 델 헤네랄리시모: 1962–63, 1967–68, 1970–71
- 인터시티스 페어스컵: 1965–66, 1971

### 국가대표팀
스페인
- 유러피언 네이션스컵: 1964

### 개인
- 트로페오 리카르도 사모라: 1968–69, 1973–74, 1974–75